# Amministrazione apostolica personale San Giovanni Maria Vianney
L'amministrazione apostolica personale San Giovanni Maria Vianney (in latino Administratio Apostolica Sancti Ioannis Mariae Vianney) è una sede della Chiesa cattolica in Brasile immediatamente soggetta alla Santa Sede. Nel 2022 contava 29.957 battezzati. È retta dal vescovo Fernando Arêas Rifan.

## Legislazione e posizione giuridica

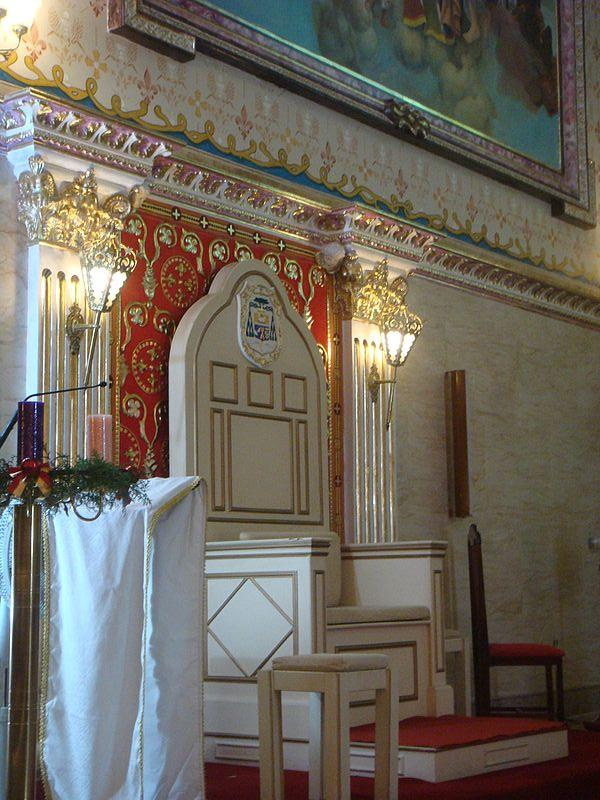
Cattedra episcopale della chiesa principale di Campos dos Goytacazes nel 2012. L'amministratore apostolico è contemporaneamente vescovo, quindi può usare tutte le insegne proprie di questo status.

Un'amministrazione apostolica, secondo il Codice di diritto canonico, è una circoscrizione ecclesiastica, equivalente a una diocesi, che è governata da un amministratore apostolico, che la gestisce per conto del papa al quale risponde in via esclusiva. Nella maggior parte dei casi, viene creata un'amministrazione apostolica nelle aree di missione, dove le infrastrutture per una diocesi non esistono ancora.
L'amministrazione apostolica in questione è di natura personale e non territoriale, quindi la sua giurisdizione "benché circoscritta al territorio della diocesi di Campos, riguarda i sacerdoti e i fedeli che seguono l'antica forma del rito romano, avendo il potere di incardinare sacerdoti e diaconi". Tutti i fedeli laici dell'amministrazione sono registrati in un libro specifico. È un caso unico al mondo. Tutti i fedeli che appartengono all'amministrazione apostolica sono allo stesso tempo fedeli della diocesi di Campos. I fedeli della diocesi però non appartengono automaticamente all'amministrazione apostolica. L'amministrazione è quindi simile a una prelatura personale.
Anche il vescovo amministratore apostolico ha un potere ordinario "personale", cioè rivolto alle persone che fanno parte dell'amministrazione apostolica "[...] sia nel foro esterno che interno, e cumulativo con il potere del vescovo diocesano di Campos". Alcune decisioni del vescovo amministratore apostolico possono essere prese solo in accordo con il vescovo diocesano.
L'amministrazione apostolica San Giovanni Maria Vianney si differenzia da altri istituti cattolici tradizionalisti che utilizzano il Messale precedente la riforma liturgica (come la Fraternità Sacerdotale San Pietro, l'Istituto di Cristo Re Sommo Sacerdote e altri) per l'essere soggetto esclusivamente e direttamente al papa. Le altre società sono soggette al controllo della Congregazione per la dottrina della fede e della Congregazione per il clero che sovrintendono i gruppi legati all'antico rito romano.
Alcuni canonisti hanno osservato che "nel caso in questione, si potrebbe pensare all'orizzonte aperto del canone 383 § 2 CIC, vale a dire la possibilità del vescovo di Campos, di nominare un vicario episcopale che si occupa delle esigenze spirituali di questi fedeli (...) evitando così l'erezione dell'amministrazione apostolica". Tuttavia, a causa di una serie di difficoltà nel corso della storia, si decise di creare una circoscrizione separata.
La legislazione che regola l'amministrazione apostolica è composta da tre fonti: le norme sulle amministrazioni apostoliche contenute nel Codice di diritto canonico, le norme particolari del decreto Animarum Bonum della Congregazione per i vescovi, con il quale è stata eretta l'amministrazione, e le norme contenute nei decreti dei dicasteri della Curia romana, che regolano gli aspetti della vita nell'amministrazione. Dal momento che l'amministrazione apostolica è equivalente a una diocesi soggetta al papa, appare in pubblicazioni quali l'Annuario pontificio e l'Annuario della Chiesa del Brasile. Quindi, appartiene alla regione ecclesiastica Est 1, alla Conferenza nazionale dei vescovi del Brasile e alla provincia ecclesiastica di Niterói.
In questo modo l'amministrazione apostolica è come una "diocesi personale" con curia, seminario, parrocchie, chiese, sacerdoti, istituti di vita consacrata, [...] catechisti e fedeli in generale con il privilegio di avere la propria forma liturgica, la cosiddetta messa tridentina, con la sua disciplina e le sue usanze".

## Territorio
Quest'amministrazione ha le funzioni di una prelatura personale per i fedeli della diocesi di Campos che liberamente decidono di aderirvi; i sacerdoti dell'amministrazione celebrano esclusivamente la Messa tridentina con il messale promulgato da papa Giovanni XXIII nel 1962.
Sede dell'amministrazione apostolica è la città di Campos dos Goytacazes, dove si trova la chiesa principale, intitolata al Cuore Immacolato di Nostra Signora del Rosario di Fatima.

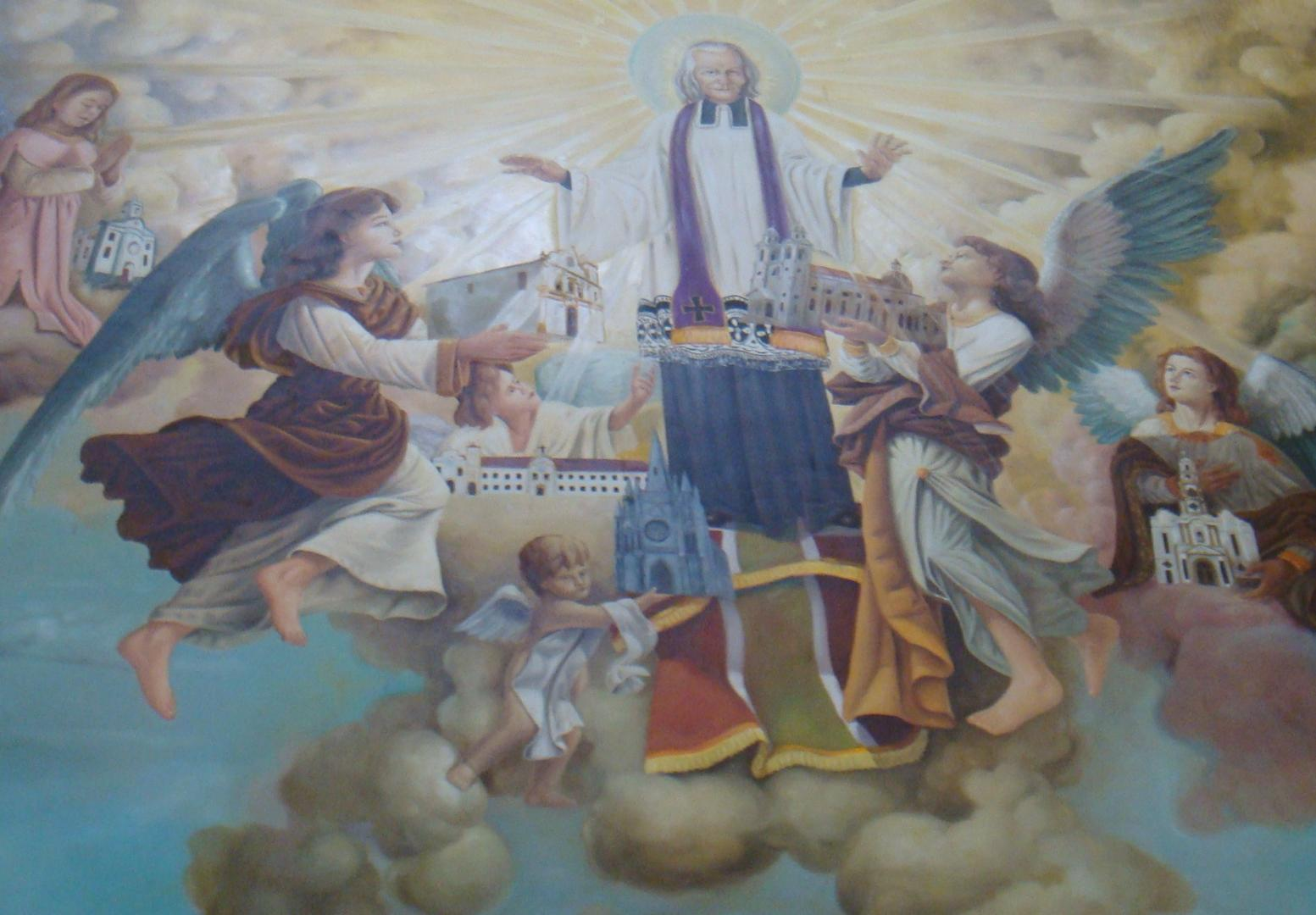
Affresco che rappresenta le parrocchie dell'amministrazione apostolica personale allora completate che vengono portate dagli angeli per essere benedette da San Giovanni Maria Vianney, patrono dell'amministrazione. Quest'opera si trova sulla parete sinistra del presbiterio della chiesa principale.

### Parrocchie
L'amministrazione apostolica conta 12 parrocchie, due quasi-parrocchie e 3 rettorie. In totale, ha 115 chiese e 11 altre comunità in tutto il resto del Brasile nelle quali operano i sacerdoti dell'amministrazione, su richiesta dei loro fedeli. Quest'organizzazione fu stabilita dal vescovo Licínio Rangel nel 2002, insieme alla curia diocesana, al consiglio direttivo e al consiglio economico. Le parrocchie e le altre entità dell'amministrazione sono:
| Parrocchia                                                                    | Località                     | Comunità |
| ----------------------------------------------------------------------------- | ---------------------------- | -------- |
| Parrocchia dell'Immacolata Concezione di Nostra Signora del Rosario di Fatima | Campos dos Goytacazes        | 5        |
| Parrocchia di Nostra Signora del Rosario                                      | Campos dos Goytacazes        | 3        |
| Parrocchia di Nostra Signora della Concezione                                 | Ururaí                       | 4        |
| Parrocchia di San Geraldo Magela                                              | Guarus-Campos dos Goytacazes | 2        |
| Parrocchia del Signore Gesù Crocifisso e del Cuore Immacolato di Maria        | Bom Jesus do Itabapoana      | 20       |
| Parrocchia di Nostra Signora del Rosario di Fatima e San Geraldo              | Itaperuna                    | 2        |
| Parrocchia di Nostra Signora delle Grazie                                     | Natividade                   | 4        |
| Parrocchia di Nostra Signora Aparecida                                        | Porciúncula                  | 2        |
| Parrocchia di Nostra Signora del Rosario di Fatima e Sant'Antonio             | Santo Antônio de Pádua       | 15       |
| Parrocchia di Nostra Signora Aparecida e San Fedele                           | São Fidélis                  | 24       |
| Parrocchia di Nostra Signora delle Grazie                                     | São João da Barra            | 2        |
| Quasi-parrocchia di San Giuda Taddeo e Santa Chiara                           | Santa Clara                  | 9        |
| Quasi-parrocchia di Nostra Signora di Lourdes e San Padre Pio da Pietrelcina  | ?                            | ?        |
| Rettoria di Nostra Signora del Carmelo                                        | Varre-Sai                    | 6        |
| Rettoria di Nostra Signora Aparecida                                          | Campos dos Goytacazes        |          |
| Rettoria di Nostra Signora del Carmelo                                        | Campos dos Goytacazes        |          |
| Rettoria di San Giuseppe                                                      | Campos dos Goytacazes        |          |

Le comunità che l'amministrazione serve in Brasile sono:
| Località              | Chiesa                                                            |
| --------------------- | ----------------------------------------------------------------- |
| Rio de Janeiro        | Cattedrale di Nostra Signora del Monte Carmelo                    |
| Nova Iguaçu           | Chiesa di Nostra Signora del Perpetuo Soccorso e San Giuda Taddeo |
| Nova Iguaçu           | Cappella di Nostra Signora delle Grazie e San Sebastiano          |
| Nova Iguaçu           | Cappella di San Giuseppe                                          |
| Nova Iguaçu           | Cappella di Nostra Signora del Buon Consiglio                     |
| Volta Redonda         | Chiesa di Nostra Signora del Perpetuo Soccorso                    |
| São João de Meriti    | Comunità Santa Teresina                                           |
| Arraial do Cabo       | Chiesa di Nostra Signora                                          |
| San Paolo             | Chiesa di Santa Lucia e del Bambino Gesù                          |
| São Bernardo do Campo | Cappella di Nostra Signora di Fatima                              |
| Belo Horizonte        | Nostra Signora del Libano (Floresta)                              |
| Guiricema             | Santa Montagna                                                    |
| São Lourenço          | Educandário Santa Cecilia                                         |
| Colatina              | Chiesa di San Pietro                                              |

L'amministrazione ha anche diverse "associazioni pubbliche di fedeli" tra cui si distinguono la Congregazione Mariana, l'Apostolato della preghiera, la Lega cattolica Gesù, Maria e Giuseppe e la Crociata eucaristica.

### Seminario

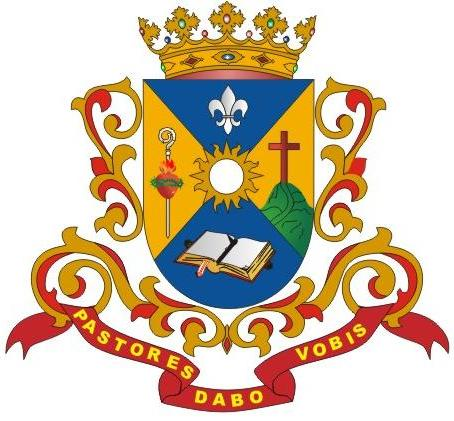
Lo stemma del seminario "Immacolata Concezione" dell'amministrazione apostolica.

Il decreto Animarum Bonum del 2002 autorizzò l'erezione canonica di un seminario nell'amministrazione apostolica, cosa che fu fatta immediatamente. Venne infatti istituito il seminario "Immacolata Concezione" che si trova a Campos dos Goytacazes. Attualmente, c'è solo il seminario maggiore, che è diviso in tre fasi: un anno di spiritualità (propedeutica), tre anni di filosofia e quattro anni di teologia. All'inizio del corso di filosofia, i seminaristi ricevono la talare e sono tenuti a indossarla quotidianamente. Nel corso di teologia, i seminaristi ricevono la tonsura clericale, gli ordini minori (ostiariato, lettorato, esorcistato e accolitato) e in seguito gli ordini del suddiaconato e del diaconato. Il Codice di diritto canonico del 1917 affermava che l'uso degli "ordini minori" da parte di seminaristi conferiva lo status di chierici all'interno della Chiesa cattolica. Più tardi, nel 1972, la lettera apostolica Ministeria quaedam' di papa Paolo VI, abolì gli ordini minori e decretò che le loro funzioni dovevano essere attribuite a "ministeri stabiliti" e che chi li riceveva non diveniva un chierico. Il Codice di diritto canonico del 1983 riconferma che solo i seminaristi ordinati diaconi diventano chierici. Anche dove si mantiene l'uso dei libri liturgici dell'usus antiquior, dalla ricezione del diaconato si diviene chierici ai sensi del canone 266, § 2 del Codice di diritto canonico. Così ora gli ordini minori hanno una funzione liturgica, ma non rendono i seminaristi dei chierici. Anche i seminaristi di altri luoghi, alcuni dei quali sono missionari provenienti dall'Africa, stanno studiando in questo istituto.
Oggi è l'unico seminario latino-americano in comunione con il papa che offre una formazione spirituale e intellettuale orientata all'usus antiquior del rito romano. La Fraternità sacerdotale San Pio X possiede un proprio seminario a La Reja, in Argentina, orientato secondo la stessa forma. Tuttavia papa Benedetto XVI affermò che la Fraternità sacerdotale San Pio X non ha uno status canonico nella Chiesa cattolica e, a causa di questa mancanza di status canonico, i ministeri esercitati dai suoi sacerdoti non sono legittimi nella Chiesa, e quindi i loro seminari non sono riconosciuti.
A partire dagli anni 1960 e fino al 1981, la diocesi di Campos ebbe due seminari, il seminario minore, sito nella Varre-Sai, al confine settentrionale della diocesi, e il seminario maggiore, che si trova a Campos dos Goytacazes. Entrambi furono fondati da monsignor Antônio de Castro Mayer. Dopo la riforma liturgica, il vescovo De Castro Mayer mantenne la formazione nei seminari incentrata sul rito tradizionale della messa.
Nel 1981 quando fu sostituito con il vescovo Carlos Alberto Etchandy Gimeno Navarro "don Mayer cedette le sue chiavi del seminario a un rappresentante del nuovo vescovo, pianse apertamente, forse la prima volta che pianse in pubblico dal momento dell'arrivo della lettera da Roma che annunciava l'istituzione del Novus Ordo". In seguito monsignor Navarro chiuse i seminari ed espulse i seminaristi. Fu un mezzo per eliminare la formazione mirata per la messa tridentina. Padre José Possidente, che era stato responsabile per i seminari della diocesi, successivamente fu il fondatore del nuovo seminario dell'Unione sacerdotale. Qualche tempo dopo, gli stessi seminaristi espulsi si iscrissero al seminario della Fraternità sacerdotale San Pio X di La Reja, in Argentina. Dopo la regolarizzazione del gruppo da parte della Santa Sede, tra il 2002 e il 2010, il seminario dell'amministrazione si trovava nel centro di Campos dos Goytacazes. Nel 2010 è iniziata la costruzione di un nuovo seminario all'interno della città.

### Opere sociali
Nel 2012 l'amministrazione contava 2 asili, 2 orfanotrofi e 15 scuole. Le scuole dell'amministrazione avevano nello stesso anno circa 200 insegnanti e 3000 studenti. Nel gennaio del 2008 il vescovo Arêas Rifan scrisse la "Lettera dei principi delle nostre scuole cattoliche", che guida il mantenimento dei collegi dell'amministrazione.
L'amministrazione fornisce anche assistenza alle famiglie bisognose nelle favelas e nella zona rurale di Campos dos Goytacazes, oltre a offrire corsi professionali gratuiti.
L'amministrazione gestisce una casa editrice e di grafica, nota come "editore Dom Licinio", che stampa le lettere pastorali e le guide dei vescovi, i volantini liturgici e alcuni libri sulla dottrina e la teologia dell'amministrazione, come ad esempio il DVD "A Santa Missa no Rito tridentino" e il libro "Liturgia da Semana da Santa".

## Storia
L'amministrazione apostolica ha origine dall'Unione sacerdotale San Giovanni Maria Vianney fondata da monsignor Antônio de Castro Mayer, già vescovo di Campos, molto vicino alle posizioni di Marcel Lefebvre, tanto che fu scomunicato per aver partecipato alla consacrazione illecita di quattro vescovi della Fraternità Sacerdotale San Pio X.
Il 29 agosto 1981 monsignor de Castro Mayer lasciò la guida della diocesi di Campos, nella quale aveva impedito l'attuazione della riforma liturgica, causando una spaccatura tra coloro che, appartenenti al clero o semplici fedeli, vollero continuare a seguire il rito antico, e chi, invece, chiedeva di seguire i dettami della riforma liturgica.
Alla sua morte, avvenuta nel 1991, alcuni presuli consacrati illecitamente da monsignor Lefebvre ordinarono vescovo il suo successore, monsignor Licínio Rangel.
Il 15 agosto 2001 monsignor Rangel e tutti i membri dell'unione inviarono a papa Giovanni Paolo II la richiesta di essere nuovamente ammessi alla comunione con la Santa Sede. Il successivo 25 dicembre Giovanni Paolo II accettò la richiesta dell'unione e annunciò la prossima erezione dell'amministrazione che sarebbe stata affidata alla guida dello stesso monsignor Rangel, al quale sarebbe stato assicurato un successore.
L'erezione dell'amministrazione ha avuto luogo il 18 gennaio 2002 con il decreto Animarum bonum della Congregazione per i Vescovi, e venne nominato primo amministratore monsignor Rangel, al quale fu assegnata la sede titolare di Zarna. Il successivo 28 giugno fu nominato quale vescovo coadiutore con diritto di successione monsignor Fernando Arêas Rifan che si trova alla guida dell'amministrazione dal giorno della morte di monsignor Rangel, avvenuta il 16 dicembre 2002.

### Monsignor Mayer e la diocesi di Campos

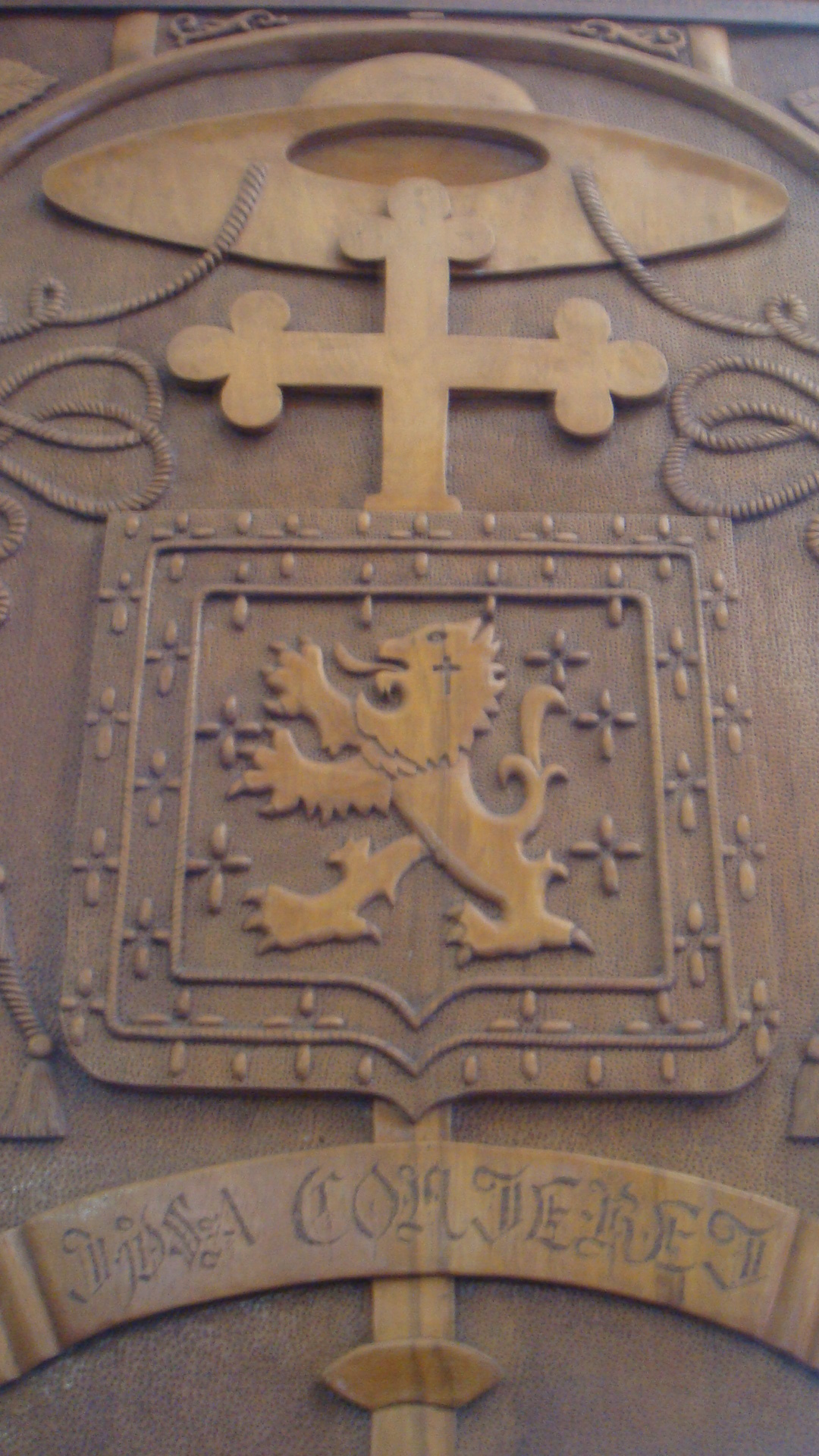
Stemma di monsignor Antonio de Castro Mayer, scolpito su una porta di legno della chiesa principale dell'amministrazione a São Fidélis. Per la sua ortodossia e il suo stemma monsignor Mayer era noto come il "leone di Campos".

Dal 3 gennaio 1949 al 29 agosto 1981 la diocesi di Campos fu retta dal vescovo Antônio de Castro Mayer, un prelato conservatore e tradizionalista. Egli trasmise questa visione ai sacerdoti e ai fedeli della diocesi, in particolare attraverso lo strumento della lettera pastorale. Dom Mayer, quando era ancora prete, divenne socio di Plinio Corrêa de Oliveira, e ricoprì un ruolo importante nell'origine di Tradizione, Famiglia e Proprietà, un'associazione di laici tradizionalisti e di militanza cattolica, di impronta reazionaria. Monsignor De Castro Mayer, diede espressione alla sua percezione di combattere per la fede cattolica mettendo sul suo stemma episcopale un leone. Questo in seguito diede origine al suo soprannome di "leone di Campos".
Con la partecipazione al Concilio Vaticano II tra il 1962 e il 1965 il vescovo De Castro Mayer e altri padri conciliari del Brasile e del mondo si riunirono e organizzarono un gruppo che si concepiva come dedicato a difendere la Tradizione della Chiesa, chiamato Coetus Internationalis Patrum. In questo gruppo l'arcivescovo francese Marcel Lefebvre occupava una posizione di rilievo. Da lì iniziò un'amicizia che sarebbe stata essenziale nel periodo successivo. De Castro Mayer e Lefebvre firmarono e approvarono tutti i documenti del Concilio. Inizialmente i due vescovi credevano che fosse possibile interpretarli in maniera compatibile con la propria concezione di ortodossia e accettarli docilmente. Sebbene sostenessero fin dall'inizio che il testo di Dignitatis Humanae fosse sostanzialmente sbagliato, diedero il loro placet al documento forse per fedeltà e devozione al pontefice, che poi lo approvò. De Castro Mayer, nel 1974, inviò una lettera riservata a papa Paolo VI in cui esponeva gli errori che Dignitatis Humanae secondo lui conteneva.
Successivamente seguì la "crisi conciliare", in cui - a giudizio di De Castro Mayer - diversi gruppi cattolici, in particolare chierici, usando le riforme del Concilio Vaticano II, reintrodussero il modernismo teologico nella Chiesa. Monsignor De Castro Mayer nella sua diocesi, attraverso due lettere pastorali, condannò l'interpretazione modernista dei documenti conciliari, e offrì un'interpretazione di "aggiornamento" compatibile con ciò che pretendeva essere l'autentica tradizione cattolica. Monsignor De Castro Mayer in questo contesto conservò una concezione tradizionalista della dottrina cattolica e attuò alcune modifiche nella liturgia, promulgate da papa Paolo VI.
Il 3 aprile 1969 papa Paolo VI promulgò la nuova edizione del Messale Romano. Il 12 settembre, De Castro Mayer inviò una lettera al papa chiedendo il permesso di continuare ad usare la messa tridentina. Nella stessa lettera presentò al pontefice uno studio sui presunti errori dottrinali della nuova Messa e la sua divergenza dalla teologia cattolica e dai decreti del Concilio di Trento. La sua richiesta di continuare ad usare la forma anteriore fu esaudita. Tuttavia, per fedeltà al pontefice, monsignor De Castro Mayer concesse ai sacerdoti il suo permesso di celebrare con il Messale di Paolo VI. La maggior parte dei sacerdoti tuttavia continuò a celebrare la messa tridentina e ad usare un apostolato tradizionalista.
Nel 1970 l'arcivescovo Marcel Lefebvre fondò a Friburgo la Fraternità sacerdotale San Pio X che fu approvata da François Charrière, vescovo di Losanna, Ginevra e Friburgo provvisoriamente per sei anni. La Fraternità fondò un seminario a Ecône, la cui formazione era orientata alla messa tridentina e a una posizione critica rispetto alle riforme del Concilio Vaticano II. A quel tempo De Castro Mayer e Lefebvre si tenevano in contatto e scambiavano corrispondenza, poiché condividevano le stesse idee. Nel 1975 la Fraternità sacerdotale San Pio X perse il suo status e non fu più riconosciuta all'interno della Chiesa cattolica. Monsignor Marcel Lefebvre decise di continuare nella sua opera e a causa della mancanza di status canonico della Fraternità chiese al vescovo De Castro Mayer di incardinare e incorporare i sacerdoti che aveva ordinato nella diocesi di Campos, regolarizzando la sua situazione. De Castro Mayer rispose affermativamente alla sua richiesta. Uno di questi sacerdoti era Bernard Tissier de Mallerais, che in seguito divenne uno dei vescovi della Fraternità. De Castro Mayer lo aiutò anche ad acquistare la terra per la costruzione di un seminario a La Reja, in Argentina. Questo è oggi il seminario della Fraternità in America Latina.
Monsignor De Castro Mayer partecipò anche agli incontri convocati dal Conferenza nazionale dei vescovi del Brasile che crebbe d'importanza, sostituendo parzialmente il potere dei vescovi e adottando posizioni vicine alla teologia della liberazione. Monsignor De Castro Mayer, dopo aver difeso in una lettera pastorale il "Sillabo" di papa Pio IX, un documento che condanna varie idee moderne, venne attaccato pubblicamente in una sessione della Conferenza. Così lasciò le riunioni della conferenza e questo fu interpretato dai vescovi come una disapprovazione delle sue idee e un isolamento della diocesi di Campos.

### Fondazione dell'Unione Sacerdotale di San Giovanni Maria Vianney

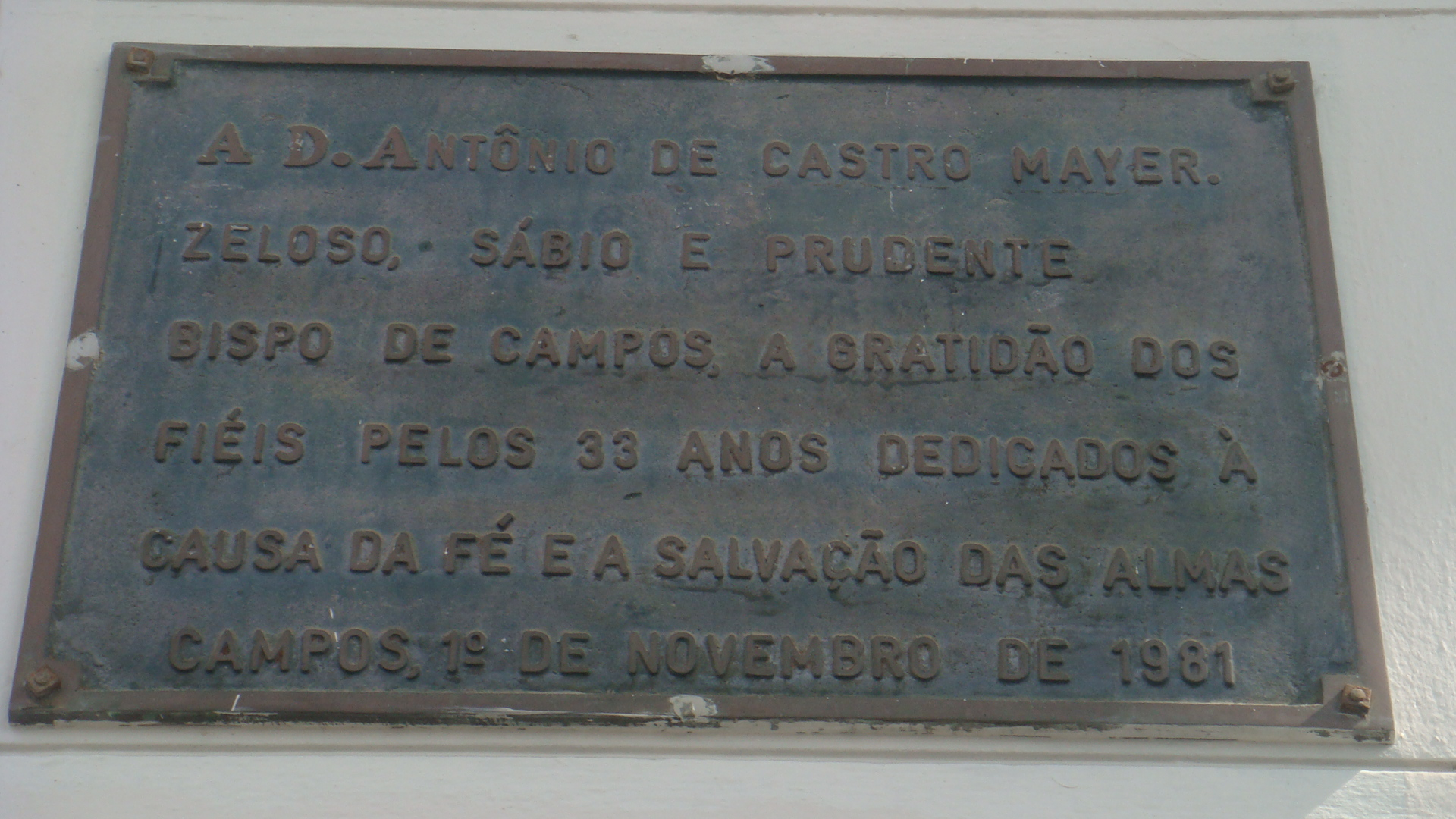
Placca posta nel 1981 nella cattedrale di Campos dopo l'ultima messa solenne presieduta da monsignor Mayer.

Nel 1981 Antônio de Castro Mayer si ritirò dalla guida della diocesi per raggiunti limiti di età e papa Giovanni Paolo II chiamò a succedergli monsignor Carlos Alberto Etchandy Gimeno Navarro. Alla vigilia dell'arrivo del nuovo vescovo, fedeli provenienti da varie città della diocesi scrissero una missiva a sostegno di monsignor De Castro Mayer ed espressero il desiderio di continuare ad utilizzare l'antica forma liturgica. Elencarono anche richieste al governo della diocesi, come ad esempio l'insegnamento del Catechismo di Pio X, le campagne di moralizzazione dei costumi, la fedeltà alla tradizione della Chiesa cattolica, la formazione tradizionale dei seminaristi e dei sacerdoti, l'uso dell'abito talare e la lotta contro comunismo, aborto ed eutanasia. Quando monsignor Navarro arrivò nella diocesi introdusse immediatamente la messa di Paolo VI e altre riforme ecclesiali.
Monsignor Navarro prese possesso della diocesi nella cattedrale di Campos durante una messa celebrata con il Messale di Paolo VI. Il suo predecessore rifiutò di partecipare alla liturgia e preferì passare simbolicamente la sua autorità al nuovo vescovo in un'altra cerimonia svoltasi fuori dalla cattedrale, prima della messa. Durante la nuova messa, un gruppo di fedeli di Tradizione, Famiglia e Proprietà fuori dalla chiesa distribuì opuscoli contro la cerimonia e invitò i fedeli con megafoni a non partecipare. Quando monsignor Navarro compì le sue prime visite pastorali attraverso la diocesi in molte parrocchie e cappelle rurali, sebbene fosse sempre accolto dai fedeli, quando si preparava a celebrare la nuova Messa la maggior parte dei fedeli abbandonava le chiese, lasciandole quasi vuote.
Monsignor Navarro in seguito chiuse i seminari della diocesi di Campos, espellendo i seminaristi tradizionalisti e accusò informalmente il vescovo De Castro Mayer e alcuni sacerdoti di irregolarità nella gestione finanziaria della diocesi. Queste accuse vennero riprese da alcune riviste nazionali. Monsignor Navarro non presentò mai una denuncia formale e solo quando i sacerdoti pubblicarono una nota pubblica che minacciava di perseguire il vescovo, le accuse cessarono.
Il 25 agosto 1982 monsignor Navarro proibì con decreto la celebrazione della messa tridentina e impose la celebrazione esclusiva nella nuova forma liturgica. Ordinò che:
- Per tutti e ciascuno dei sacerdoti [...] in questa diocesi di Campos, è necessario: 
  - rispondere a noi, per iscritto individualmente, entro al 25 settembre, se accettano, come speriamo, la decisione del Santo Padre;
  - dal 25 ottobre prossimo l'uso esclusivo dei libri liturgici approvati dalla Sede Apostolica e in vigore nella Chiesa latina, con particolare riferimento alla Costituzione Apostolica del Santo Padre Paolo VI del 3 aprile 1969 che promulga il Messale Romano [...];
  - Se un prete osa disobbedire a quanto prescritto in questo decreto, cosa che speriamo non accada, è già canonicamente avvertito che saremo obbligati a rispettare i Sacri Canoni, con menzione speciale dei canoni 2331 §§ 1 e 2 e/o 2337 §§ 1 e 2, secondo le norme di legge in vigore."[36][37]

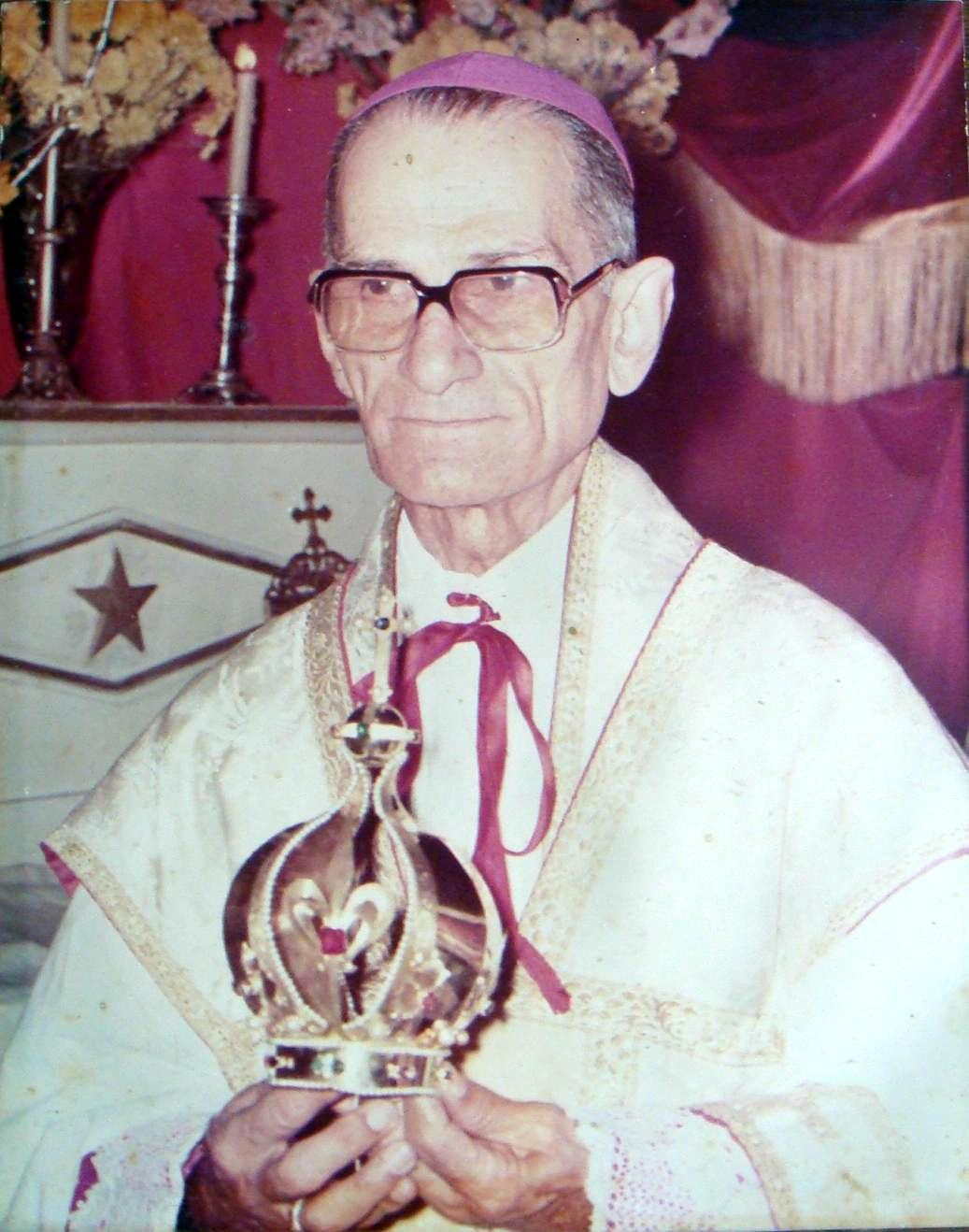
Monsignor Mayer ritratto nel 1973 dopo la messa, con ancora indosso i paramenti, mentre incorona l'"Immagine pellegrina di Nostra Signora di Fatima" durante la sua visita nella diocesi di Campos.

I 30 sacerdoti formati da monsignor De Castro Mayer si rifiutarono di obbedire al decreto e continuarono a celebrare la messa tridentina. Il giorno prima della scadenza dell'ultimatum, il 24 settembre, don Pedro Navarro dichiarò pubblicamente che la messa tridentina non era mai stata abrogata e che era ancora possibile e lecito per tutti i sacerdoti cattolici celebrarla, ai sensi del decreto Quo primum tempore, e che non potevano adottare la nuova Messa a causa dei suoi vari errori teologici. Così monsignor Navarro, seguendo i provvedimenti contenuti nel decreto, li rimosse immediatamente e li sospese dai loro incarichi. I sacerdoti inizialmente rifiutarono di lasciare le chiese e le parrocchie della diocesi con il sostegno dei loro fedeli. Monsignor Navarro si appellò ai tribunali civili e, vincendo la causa, richiese l'intervento delle forze di polizia per rimuovere i partigiani dal tradizionalismo. Così questo gruppo di sacerdoti venne seguito da migliaia di fedeli e venne creata l'Unione sacerdotale di San Giovanni Maria Vianney, guidata dal vescovo Antônio de Castro Mayer, il cui portavoce divenne padre Fernando Arêas Rifan, che spesso apparve nei mezzi di comunicazione di massa per difendere il gruppo. Successivamente, fu fondato un nuovo seminario la cui direzione fu affidata a don José Possidente. Le opere sociali erano dirette da padre Francisco Apoliano e dall'"Associazione di San Michele Arcangelo e del Cuore Immacolato di Maria", una congregazione di suore, da lui creata, che fondò diverse case religiose. I sacerdoti dell'Unione Sacerdotale cominciarono rapidamente la costruzione di nuove cappelle, da dove avrebbero condotto un apostolato tradizionalista.
Il nunzio apostolico in Brasile del tempo, monsignor Carlo Furno, fece una visita a Campos dos Goytacazes nel 1983 per dialogare con il gruppo, ma non ebbe successo. A quel tempo l'arcivescovo Marcel Lefebvre e monsignor De Castro Mayer pubblicarono una lettera aperta al pontefice dove esposero i principali errori del Concilio Vaticano II.
Originariamente l'Unione sacerdotale era profondamente legata a Tradizione, Famiglia e Proprietà, ma questa relazione si deteriorò lentamente, e nel 1984 monsignor De Castro Mayer e il suo gruppo si separarono definitivamente da Plinio Corrêa de Oliveira e dall'associazione, considerandola pubblicamente una setta. Nel 1987 l'Unione sacerdotale iniziò anche ad assistere il "Grupo Permanência" e il "monastero della Santa Croce" rispettivamente a Rio de Janeiro e Niterói, due istituzioni tradizionaliste rispettivamente di laici e monaci. Più tardi, nel 2002, con la sua regolarizzazione, l'Unione sacerdotale ruppe i rapporti con il "Grupo Permanência" e con il monastero.
Il 30 giugno 1988 il vescovo Antônio de Castro Mayer partecipò come co-consacrante alle ordinazioni episcopale effettuate da monsignor Marcel Lefebvre a Ecône. Senza mandato della Santa Sede consacrarono vescovi Bernard Fellay, Bernard Tissier de Mallerais, Alfonso de Galarreta e Richard Williamson. Monsignor De Castro Mayer si recò in Svizzera con i padri Fernando Arêas Rifan, José Possidente ed Eduardo Athayde, il suo migliore amico. A causa di quest'azione, il papa pubblicò la lettera apostolica Ecclesia Dei, nella quale affermò che i sei vescovi erano incorsi nella scomunica per aver compiuto un atto scismatico. Lefebvre e De Castro Mayer sostenevano che le loro azioni erano state necessarie, perché la forma tradizionale della fede cattolica e dei sacramenti si sarebbe estinta senza un clero preparato in quella particolare spiritualità che fosse in grado di trasmetterli alla generazione successiva. Le ordinazioni furono definite "operazione sopravvivenza". I presuli citarono in loro difesa i canoni 1323 e 1324 del Codice di diritto canonico, perché credevano che i loro gruppi fossero in "stato di necessità". Il vescovo Arêas Rifan in seguito si riferì alla consacrazione di monsignor Rangel avvenuta nel 1991 nelle stesse circostanze come "dovuta a uno stato di emergenza, senza intenzione di generare uno scisma nella Chiesa". Lefebvre disse anche che era un vescovo senza giurisdizione con il solo potere di ordinare i sacerdoti, senza intenzione di creare una diocesi parallela e aggiunse che questa situazione di emergenza non sarebbe potuta durare indefinitamente.
Inizialmente De Castro Mayer e Lefebvre sostenevano che era possibile interpretare i documenti ortodossi del Concilio Vaticano II e accettarli docilmente. Ma a poco a poco negli anni immediatamente dopo l'assise, i due vescovi e molti altri autori con posizioni simili svilupparono il loro pensiero al fine di concludere che il Concilio e la nuova messa erano sbagliati e dovevano essere affrontati come tali. Questa posizione fu espressa in diversi manifesti e libri di monsignor De Castro Mayer e dell'Unione sacerdotale, nonché in articoli del quotidiano Heri et Hodie, appartenente all'Unione. Tra i più notevoli vi sono "A Missa Nova: um caso de consciência", (nella quale si attaccava come eterodossa la nuova Messa), e "Verdade X Autoridade" (che sosteneva che era d'obbligo difendere la tradizione, la dottrina che la Chiesa ha sempre insegnato, anche a costo di essere perseguitati, oltraggiati e perfino espulsi dalle chiese), scritto dall'allora padre Fernando Arêas Rifan e da altri sacerdoti dell'Unione. Forse risale a quel tempo anche un documento apocrifo di scarsa diffusione, chiamato "Profezia di San Nilo", attribuito al monaco omonimo, una profezia che sosteneva le azioni della Fraternità sacerdotale San Pio X e dell'Unione sacerdotale. Anche se è stato scritto in Brasile la sua paternità è sconosciuta e il documento fu rapidamente identificato come un falso.

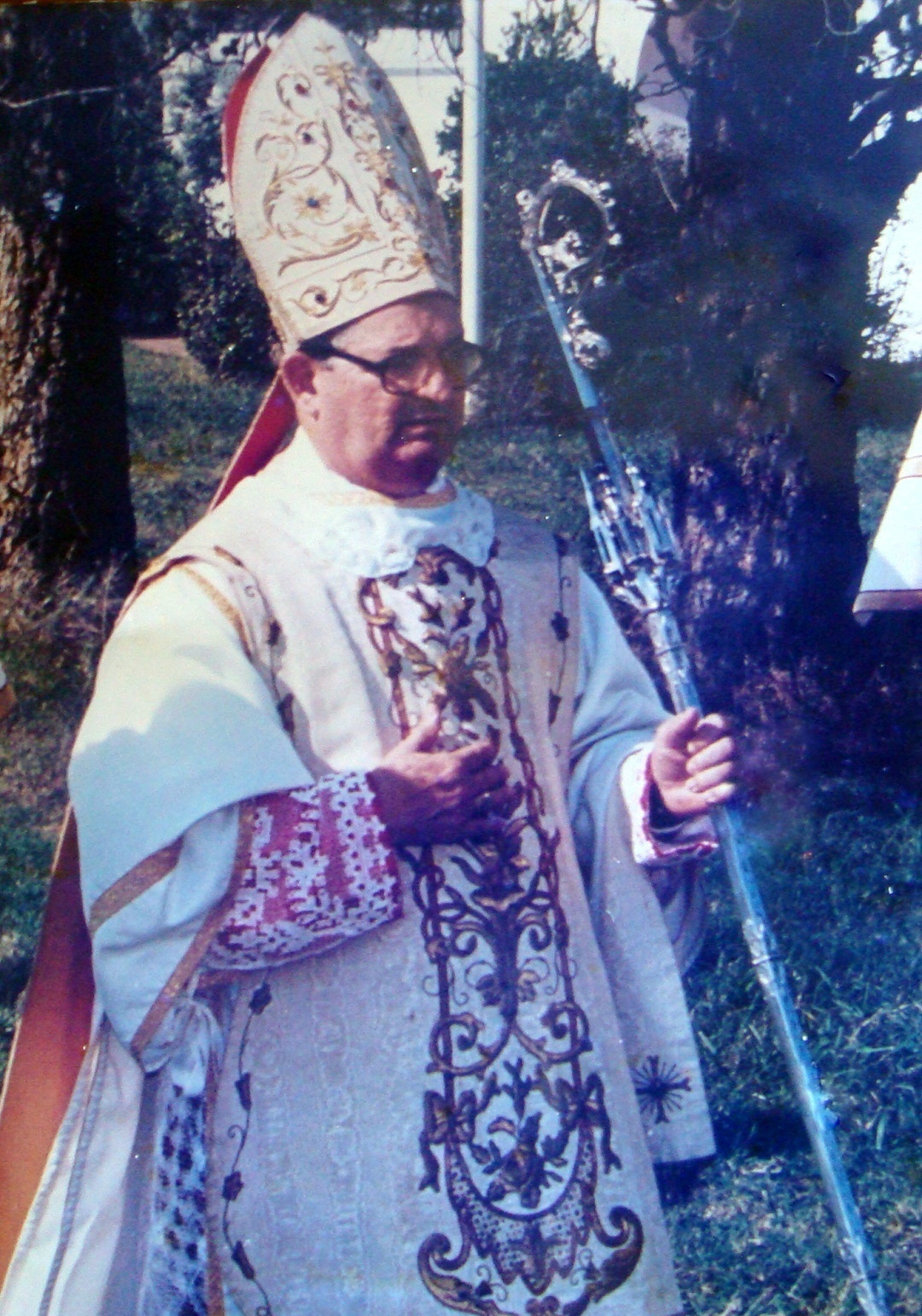
Monsignor Licínio Rangel nel 1991. In questa immagine indossa i paramenti per celebrare una messa pontificale. La casula e la mitra appartenevano ad Antônio de Castro Mayer mentre il pastorale è quello di monsignor Marcel Lefebvre.

Nel 1990 monsignor Carlos Alberto Etchandy Gimeno Navarro fu trasferito e promosso alla guida dell'arcidiocesi di Niterói. Gli succedette monsignor João Corso, che era stato il giudice della Rota Romana responsabile per le cause intentate dai sacerdoti dell'Unione sacerdotale contro monsignor Navarro presso la Congregazione per il Clero e che si erano concluse a favore del vescovo. Gli studiosi affermano che la Conferenza nazionale dei vescovi del Brasile e la Santa Sede si fossero coalizzati per affidare la diocesi di Campos a vescovi che combattessero il tradizionalismo e implementassero le riforme e che monsignor Navarro sarebbe stato promosso arcivescovo come ricompensa per le sue azioni.
Il 4 dicembre 1990 l'arcivescovo Marcel Lefebvre scrisse una lettera a monsignor De Castro Mayer, suggerendogli di consacrare un vescovo che potesse continuare il suo lavoro in Brasile. Il vescovo Antônio de Castro Mayer era infatti vecchio, malato e incapace di amministrare i sacramenti, e morì nell'aprile del 1991 prima di consacrare il suo successore. Egli indicò tuttavia due preti che riteneva idonei a succedergli: José Possidente e Licínio Rangel. Alla vigilia della sua morte, De Castro Mayer incoraggiò i suoi fedeli con una lettera a rimanere saldi nella loro posizione ortodossa, nella "dottrina dei papi e dei concili prima del Vaticano II, nella dottrina degli Apostoli e di Nostro Signore. Cosa posso desiderare se non che tutti i cattolici mantengano inviolabile questo tesoro inestimabile?"
Dopo la morte di monsignor De Castro Mayer, il clero dell'Unione sacerdotale tenne un incontro a porte chiuse e scelse padre Licínio Rangel come guida. Chiesero poi ai vescovi della Fraternità sacerdotale San Pio X di consacrarlo. Questo fu fatto il 28 luglio 1991 a São Fidélis. Consacrante principale fu monsignor Bernard Tissier de Mallerais, che venne accompagnato dagli altri vescovi della Fraternità. L'evento divenne famoso e fu riportato dai principali giornali nazionali dell'epoca come O Dia, O Globo, Jornal do Brasil e Jornal Manchete. Padre Rangel fu scomunicato dal papa il giorno dopo la sua consacrazione e monsignor João Corso ordinò che il decreto di scomunica fosse letto nelle parrocchie della diocesi e avvertì che i fedeli che avessero aderito allo stesso gruppo sarebbero stati colpiti dalla scomunica. I padri Possidente, Arêas Rifan e Athayde ebbero una grande influenza che limitò l'azione del vescovo Rangel, che aveva un temperamento riservato e timido.
Così a Campos dos Goytacazes si venne a creare la situazione per cui simultaneamente esistevano due diocesi con i loro rispettivi vescovi e parrocchie, una che celebrava la nuova messa e osservava la nuova disciplina della Chiesa, e l'altra che celebrava la messa tridentina e osservava una disciplina di tipo tradizionalista. Questo gruppo era considerato una "chiesa nei campi di esilio", ed esternamente divenne noto come i "tradizionalisti di Campos".

### Regolarizzazione da parte della Santa Sede
Insieme con la Fraternità sacerdotale San Pio X, il gruppo di sacerdoti dell'Unione sacerdotale fece un pellegrinaggio a Roma durante il Giubileo del 2000 e vennero accolti dal cardinale Darío Castrillón Hoyos, presidente della Pontificia commissione "Ecclesia Dei". Pranzarono insieme e dialogarono. Il vescovo Rangel non poté essere presente ai negoziati e venne pertanto rappresentato da don Fernando Arêas Rifan.
Il vescovo Rangel mandò padre Fernando Arêas Rifan a Menzingen, in Svizzera, nella casa generalizia della Fraternità sacerdotale San Pio X, per un incontro il 13 gennaio e poi il 24 aprile 2001. Erano presenti tutti e quattro i vescovi della Fraternità. Si discusse dei negoziati con la Santa Sede. Questo fu l'ultimo contatto della Fraternità con l'Unione. Dopo questo la Fraternità sacerdotale San Pio X si ritirò dai negoziati e l'Unione sacerdotale San Giovanni Maria Vianney decise di continuare a cercare la regolarizzazione da sola.
Più tardi, quando la Santa Sede offrì l'opportunità di regolarizzazione con il riconoscimento della consacrazione di un vescovo per la messa tridentina, il vescovo Rangel dichiarò che la necessità di mantenere il suo episcopato contro la volontà del papa era cessata. Non fu mai pubblicamente rivelato quello che la Santa Sede avesse chiesto per soddisfare la richiesta dell'Unione, anche se all'epoca don Fernando Arêas Rifan sostenne che la sua posizione dottrinale sarebbe rimasta la stessa. Forse il papa chiese un cambiamento nel modo di pensare del gruppo, di accettare pienamente il Concilio Vaticano II e la nuova messa, cose che in effetti si verificarono dopo. Il 5 giugno 2001, l'Unione sacerdotale scrisse una lettera ufficiale al vescovo Bernard Fellay, superiore generale della Fraternità sacerdotale San Pio X, in cui presentava 28 motivi per cui era necessaria una regolarizzazione. Non ebbe risposta.

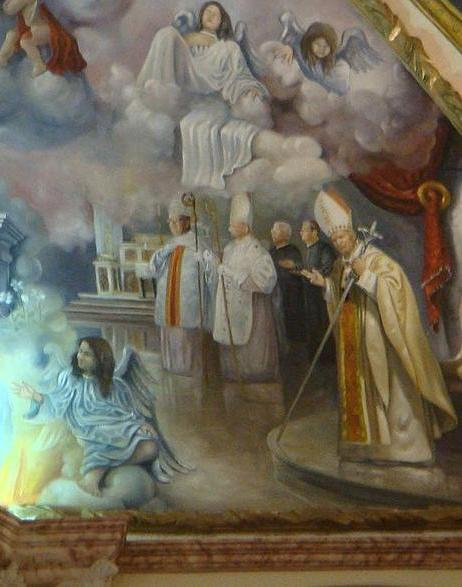
La storia dell'Unione sacerdotale dipinta in un affresco nella chiesa principale dell'amministrazione apostolica. A destra vi sono i vescovi De Castro Mayer e Rangel, dipinti in cielo con gli angeli. Dietro di loro vi sono i padri Arêas Rifan e Possidente (fondatore del seminario). Sotto vi è papa Giovanni Paolo II che regolarizzò il gruppo.

Di conseguenza, con le garanzie offerte dalla Santa Sede e come parte centrale della sua richiesta, seguendo le indicazioni fornite precedentemente, il gruppo il 15 agosto 2001 scrisse una lettera a papa Giovanni Paolo II nella quale si rinnovava la professione di fede cattolica e si dichiarava totale obbedienza al pontefice. Data questa situazione, i rapporti tra i sacerdoti dell'Unione sacerdotale di San Giovanni Maria Vianney e la Fraternità sacerdotale San Pio X si deteriorano immediatamente, dal momento che quest'ultima non aveva approvato una regolarizzazione canonica dell'Unione con la Santa Sede.
Il giorno di Natale del 2001 papa Giovanni Paolo II rispose con la lettera autografa Ecclesiae Unitas informando i sacerdoti che avrebbe creato un'amministrazione apostolica personale per salvaguardare la sua identità liturgica e che i documenti legislativi erano già in preparazione. Il pontefice ritirò la scomunica di monsignor Licínio Rangel, inflitta a causa della sua ordinazione episcopale illecita, e ogni altra pena esistente e garantì la futura guida del gruppo e la successione episcopale a monsignor Rangel.
L'erezione dell'amministrazione ebbe luogo il 18 gennaio 2002 con il decreto Animarum bonum della Congregazione per i Vescovi, e venne nominato primo amministratore monsignor Rangel, al quale fu assegnata la sede titolare di Zarna. Il successivo 28 giugno fu nominato quale vescovo coadiutore con diritto di successione monsignor Fernando Arêas Rifan che si trova alla guida dell'amministrazione dal giorno della morte di monsignor Rangel, avvenuta il 16 dicembre 2002.
Alla data di entrata in vigore del nuovo accordo, si tenne una cerimonia al di fuori della cattedrale di Campos dos Goytacazes alla presenza dei cardinali Darío Castrillón Hoyos ed Eugênio de Araújo Sales e di monsignor Roberto Gomes Guimarães, vescovo di Campos. Questa messa segnò la fine della crisi e la fondazione dell'amministrazione apostolica. Monsignor Roberto Gomes Guimarães affermò che l'unità avrebbe favorito l'unione e l'identità della Chiesa. Il vescovo Rangel, a sua volta, affermò con i sacerdoti dell'amministrazione apostolica che riconosceva il Concilio Vaticano II come evento legittimo, così come la nuova messa. Disse che voleva un dialogo su questi temi. Successivamente, i sacerdoti pubblicarono congiuntamente una nota intitolata "Precisazioni dei Padri di Campos sul loro riconoscimento da parte della Santa Sede", e padre Fernando Arêas Rifan pubblicò anche un altro articolo sotto forma di domande e risposte sull'evento. Entrambi sostennero che la nuova situazione era un "riconoscimento da parte della Santa Sede" dell'Unione sacerdotale e non implicava un cambiamento dottrinale nel gruppo.
Più tardi due decreti della Santa Sede, emanati a luglio e a novembre del 2002 dalla Congregazione per il culto divino e la disciplina dei sacramenti e dalla Congregazione per il clero, autorizzarono l'uso del Messale del 1962 nelle chiese dell'amministrazione apostolica da parte di sacerdoti che non appartenevano ad essa e l'assistenza da parte dell'amministrazione apostolica a fedeli residenti fuori dal suo territorio. Nei decreti si dice che per questi fedeli possono essere erette parrocchie personali, ma che sarebbero rimasti sotto la giurisdizione del vescovo diocesano.

### L'episcopato di Arêas Rifan

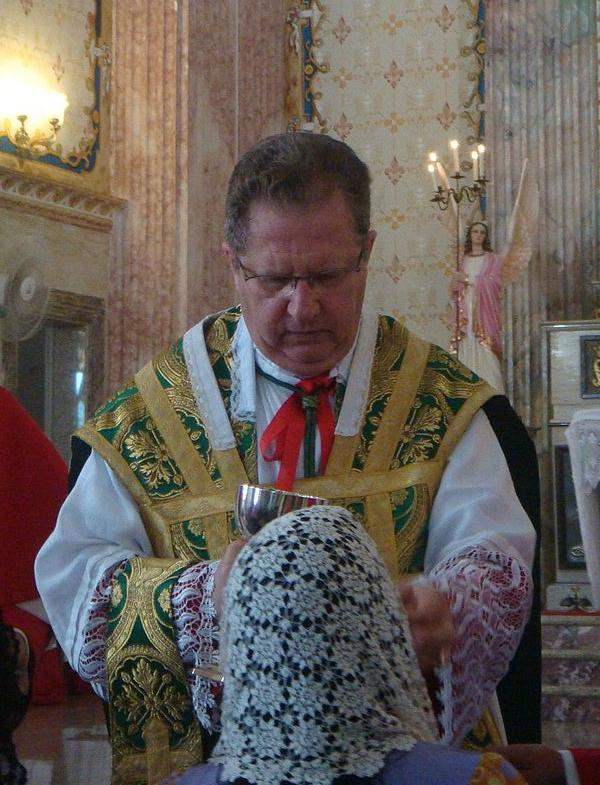
Monsignor Arêas Rifan distribuisce la comunione a una fedele inginocchiata e con un velo bianco durante una messa nella chiesa principale dell'amministrazione.

Nel 2002 padre Fernando Arêas Rifan fu consacrato dal cardinale Darío Castrillón Hoyos e lo stesso anno succedette a monsignor Rangel. Monsignor Arêas Rifan è il primo vescovo consacrato per l'apostolato tradizionale dopo l'introduzione della riforma liturgica di papa Paolo VI.
Monsignor Arêas Rifan, allontanandosi, secondo l'Associazione Culturale Montfort, dalle precedenti posizioni dei vescovi Antônio de Castro Mayer e Licínio Rangel, pubblicò una serie di lettere pastorali, in cui difese l'ermeneutica della continuità dell'intero Concilio Vaticano II e delle sue riforme, condannando come scismatiche ed eretiche le posizioni difese dalla Fraternità sacerdotale San Pio X.
Nel 2012 l'amministrazione apostolica celebrò i dieci anni di creazione. Per festeggiare, il vescovo Arêas Rifan scrisse una lettera pastorale in cui propose che il tema della celebrazione fosse la frase del salmo 88: "Misericordias Domini in aeternum cantabo" e il tema "10 anni di grazie: la gratitudine, di riflessione e di missione". Il vescovo Arêas Rifan celebrò una solenne messa pontificale con l'assistenza dei vescovi della provincia ecclesiastica di Niterói nella chiesa principale dell'amministrazione.

## Liturgia e pietà

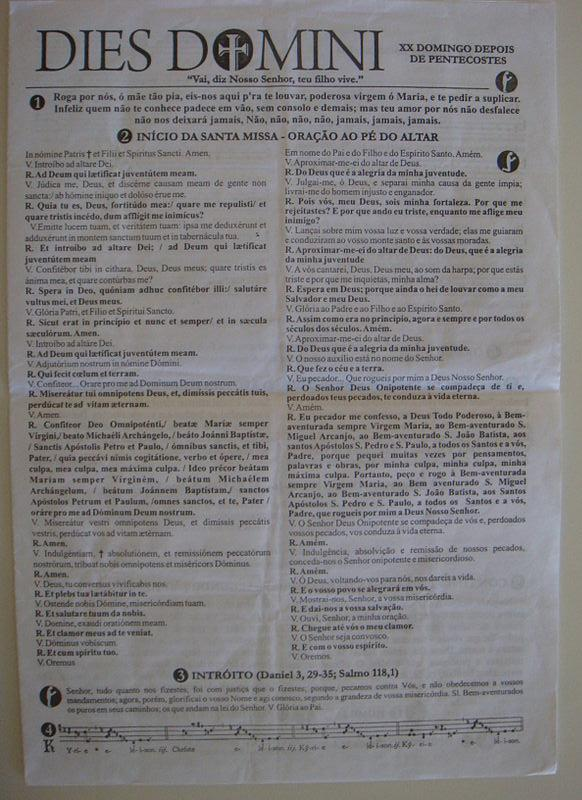
Opuscolo liturgico per i laici "Dies Domini" con il Salmo 42/43 e l'introduzione.

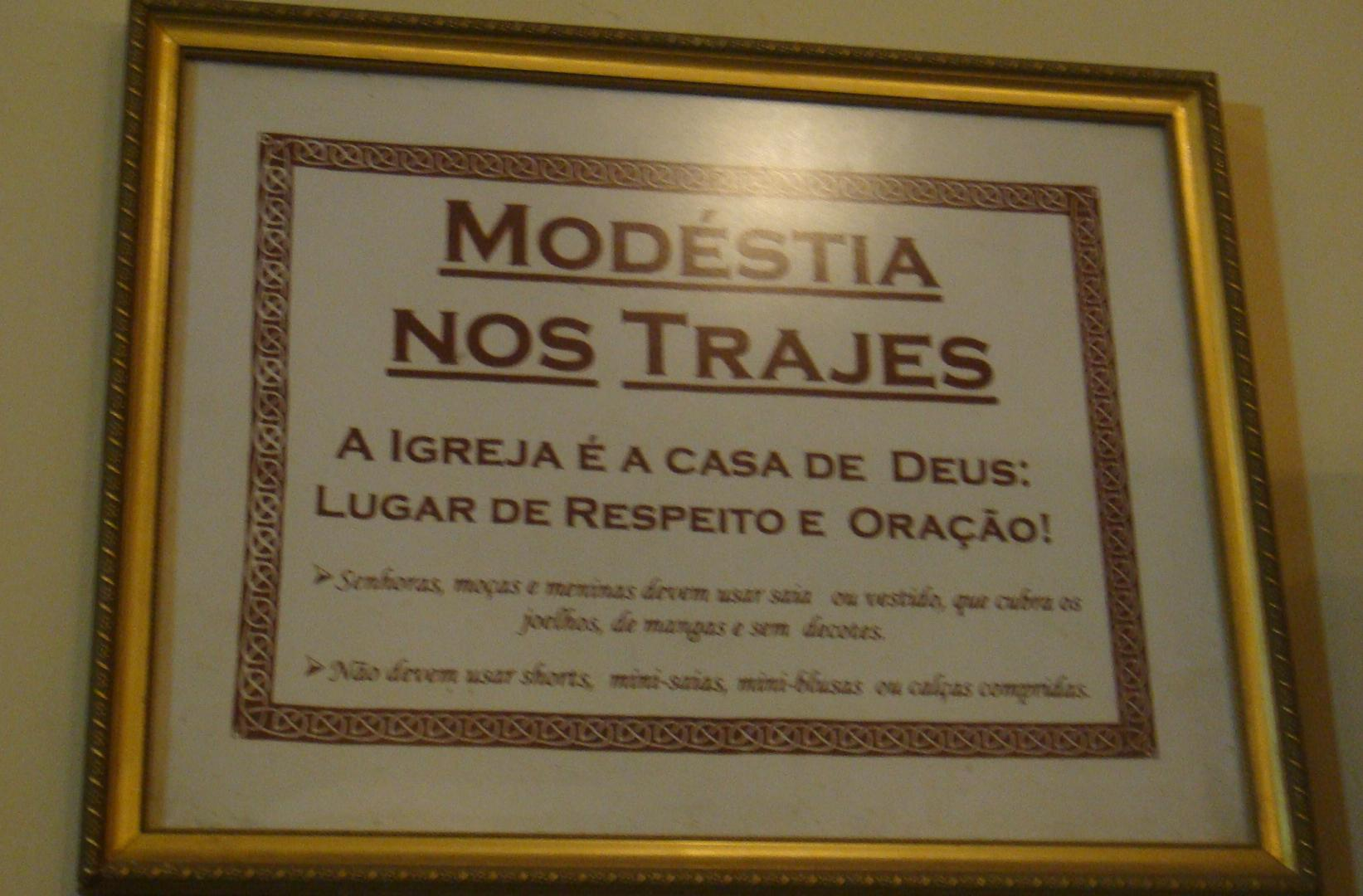
Targa che chiede "modestia nei costumi" ai fedeli, come indossare una gonna e un velo per le donne, nella chiesa principale dell'amministrazione.

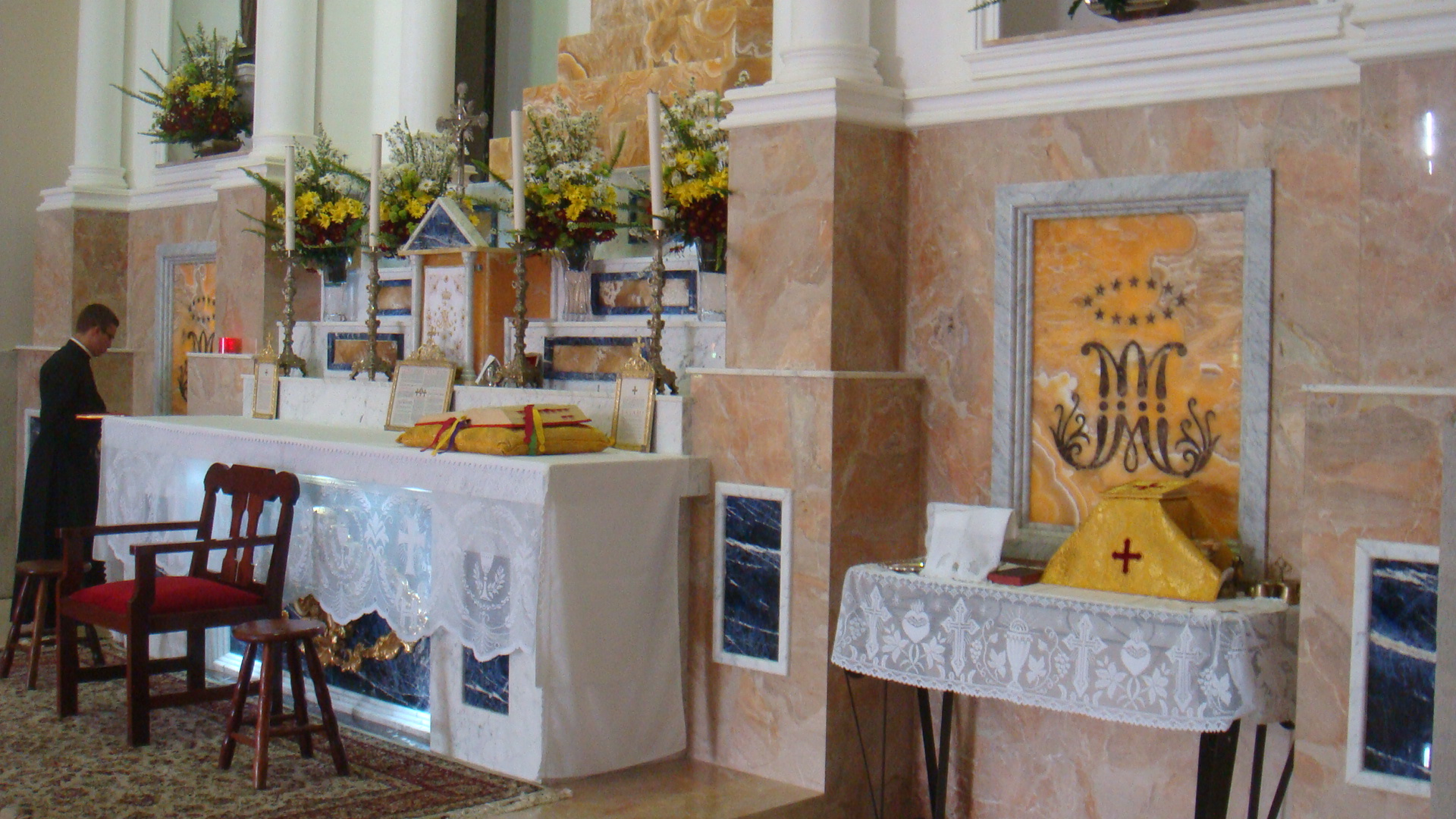
Preparazione dell'altare per la celebrazione della messa tridentina in una cappella dell'amministrazione.

Papa Giovanni Paolo II, già nella sua lettera autografa Ecclesiae Unitas del Natale del 2001, e più tardi con il decreto di istituzione dell'amministrazione apostolica Animarum Bonum, concesse la facoltà di celebrare, di usare il breviario, di amministrare i sacramenti, di usare il calendario liturgico, così come di osservare l'intera disciplina liturgica come stabilito da papa Pio V nel 1570 nell'ultima versione aggiornata da papa Giovanni XXIII nel 1962. Questo costituisce il "rito proprio" dell'amministrazione.. Dal 2009 l'amministrazione pubblica il suo annuale "Ordo Liturgicus" ("ordine liturgico"), il calendario nel quale si indica la liturgia dei singoli giorni dell'anno.
Nell'architettura, nei costumi e nell'arte religiosa l'amministrazione apostolica respinge le trasformazioni estetiche avvenute nella Chiesa latina dagli anni 1950, che considera influenzate dal modernismo, dall'idealismo e dal soggettivismo, e propugna la continuità con l'estetica e con le forme precedenti presenti nella Tradizione cattolica. I paramenti liturgici dell'amministrazione sono, a loro volta, fabbricati da un gruppo di monache di un ordine dell'amministrazione stessa, l'Istituto del Cuore Immacolato di Maria e San Michele Arcangelo.
Secondo l'Associazione Culturale Montfort, l'Amministrazione apostolica personale ha abbandonato la posizione dottinale dell'Unione Sacerdotale di San Giovanni Maria Vianney, che negli anni 1990 pubblicò un messale per laici, il "Missal Dominical Popular", con i testi della messa tridentina in latino e portoghese e una giustificazione dottrinale sul perché la nuova messa non doveva essere osservata.
L'amministrazione personale sostiene che si preferisce la vecchia liturgia "per la sua precisione teologica, specialmente per quanto riguarda i dogmi eucaristici. Il significato del sacro appare di più in una liturgia più verticale. Con la precisione nelle rubriche, è meno soggetta ad alterazioni, il che dà una certa garanzia contro le innovazioni che possono verificarsi a causa di una cattiva conoscenza del vero senso liturgico". Si menzionano anche i 22 diversi riti della celebrazione della messa, esistenti nelle Chiese cattoliche di rito orientale in comunione con il papa, come un fatto che attesta la normalità e la convivenza tra i diversi riti nella Chiesa cattolica.
Monsignor Fernando Arêas Rifan istituì diversi cambiamenti nella celebrazione della messa tridentina, come ad esempio la pratica frequente della "messa dialogata", in cui nella liturgia le risposte vengono recitate anche dai laici e non solo dai ministranti, la fornitura in alcune parrocchie la domenica e nelle solennità di un "foglietto liturgico" dal titolo "Dies Domini" (con scritte le preghiere e le risposte dei laici nella messa in portoghese e latino), e la presenza di "laici commentatori" alle messe, che spiegano le cerimonie e guidano la recita delle preghiere popolari. Ci sono stati cambiamenti nei canti dei laici nella messa, che in precedenza erano testi scritti solo prima del Concilio Vaticano II. Il Credo è recitato in portoghese, anziché in latino, e così anche il Padre Nostro, in cui si utilizza l'espressione "perdona le nostre offese" e non "perdona i nostri debiti"..
La lettura dell'Epistola e del Vangelo nelle messe lette, secondo il permesso della legislazione della Chiesa, viene fatta in portoghese, mentre nelle messe solenni è cantata in latino e poi letta in portoghese. Tutte le parrocchie possiedono una propria schola cantorum, che spesso usa le canzoni tradizionali in portoghese nella messa bassa, mentre nelle messe solenni si usa sempre il canto gregoriano in latino.
Nel 1970 monsignor De Castro Mayer pubblicò una "Lettera circolare sul rispetto per i Santi Sacramenti", sull'applicazione degli aggiornamenti nella diocesi di Campos, in cui ordinava che fossero mantenute le devozioni in vigore dei fedeli nell'amministrazione dei sacramenti, come la comunione in ginocchio, la confessione individuale e per le donne il capo velato in chiesa. Monsignor De Castro Mayer le considerava pratiche efficaci contro "l'esplosione del moderno liberalismo sensuale". Più tardi i sacerdoti distribuirono dei volantini nei quali si affermava che questi costumi sono esigenze della Chiesa e che non avrebbero permesso a donne vestite con pantaloni o gonne corte di entrare in chiesa. Dopo il 2002 queste pratiche sono state mantenute nell'amministrazione apostolica, ma non sono più obbligatorie né universali tra i fedeli, che non sempre le rispettano.
Dopo la pubblicazione nel 2007 del motu proprio Summorum Pontificum di papa Benedetto XVI, l'amministrazione iniziò ad organizzarsi ogni anno per raccogliere sacerdoti e laici legati alla spiritualità liturgica tradizionale nel "Meeting Summorum Pontificum", nel quale il grande frutto non è solo una maggiore conoscenza dell'antica forma, ma una celebrazione migliore, con più rispetto e dignità della forma ordinaria [...] come il Santo Padre desidera". Dal 2007 anche le richieste di guide per sacerdoti per celebrare la messa tridentina si sono moltiplicate, motivo per cui l'amministrazione ha preparato "un DVD per insegnare ai sacerdoti che lo desiderano il rito della messa secondo il messale di San Pio V".

## Posizione dottrinale

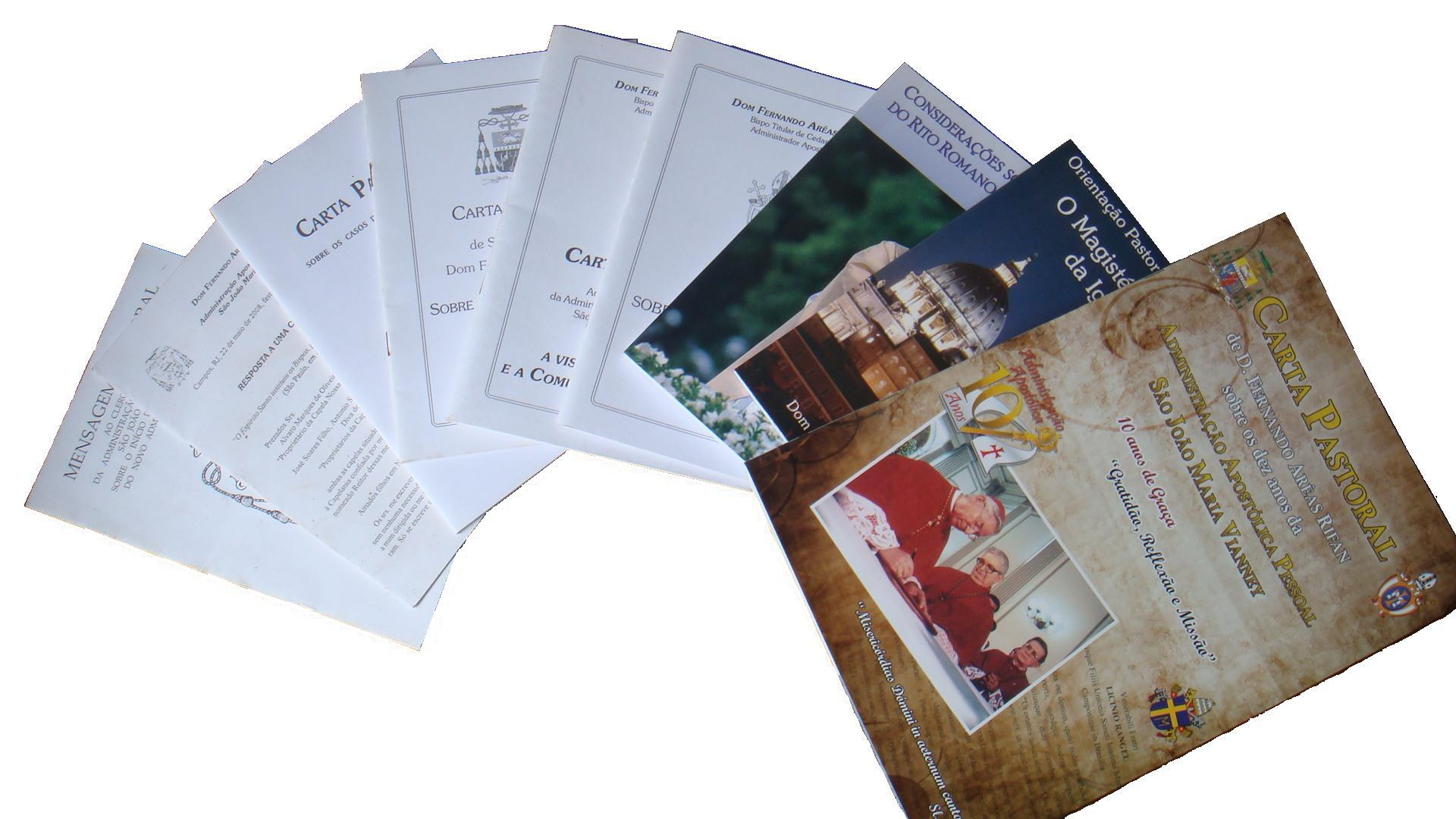
Lettere pastorali di Arêas Rifan, scritte dal 2002 al 2013, sono dedicate a "purificare" il tradizionalismo a Campos.

De Castro Mayer nei primi anni dopo il Concilio Vaticano II accettò la dottrina del Concilio come corretta e l'interpretò in conformità con la tradizione della Chiesa, ma sostenne sempre che ci furono degli errori nel testo della Dignitatis Humanae e in seguito nella preparazione della nuova messa. All'inizio degli anni 1980, tuttavia, il pensiero di De Castro Mayer divenne più chiaro e fermo, e insieme a Lefebvre cominciò a sostenere che il Concilio fosse eretico, una posizione condivisa dall'Unione sacerdotale. Licínio Rangel difese la stessa posizione fino al 2002, quando, con la creazione dell'amministrazione apostolica personale, dichiarò pubblicamente che accettava il Concilio e la validità della nuova messa, ma chiarì che avrebbe costruito un dialogo su alcuni passaggi del Concilio e non dichiarò di accettare la liceità della nuova messa, cosa che consente la critica. Dopo la sua morte, però il vescovo Fernando Arêas Rifan, suo successore alla guida dell'amministrazione, pubblicò una serie di lettere pastorali rivolte ai fedeli in cui prescriveva che la gestione seguisse l'ermeneutica della continuità del Concilio Vaticano II, condannando totalmente l'ermeneutica della discontinuità, Il documento centrale in questo senso è "Orientação Pastoral – O magistério vivo da Igreja" ("Orientamento pastorale – Il magistero vivo della Chiesa") del 6 gennaio 2007, scritto allo scopo di "purificare il nostro 'tradizionalismo', correggendo distorsioni, imprecisioni e perfino deviazioni dottrinali, affinché, così purificati, possiamo servire efficacemente la Gerarchia della Chiesa combattendo, al suo fianco e sotto la sua autorità, contro l''autodemolizione' della Chiesa". Per lui è questo il carisma dell'amministrazione, seguire il magistero del pontefice e della Chiesa,, accettando così l'intera dottrina del Concilio Vaticano II. Cita di De Castro Mayer la frase "Non capiamo quindi come si possano formare cattolici ignorando totalmente la più vicina fonte della verità rivelata, che è il Magistero vivente. Simile atteggiamento da solo rende sospetti i promotori di un cristianesimo nuovo".
Adottando questa posizione, l'amministrazione apostolica differisce profondamente dalla Fraternità sacerdotale San Pio X, con la quale è stata legata per una ventina d'anni, e che critica sia l'amministrazione apostolica sia altri gruppi che si sono uniti alla Santa Sede, accusandoli di modernismo.
L'esteriorizzazione del cambiamento di atteggiamento avvenne principalmente nella concelebrazione eucaristica e nella partecipazione del vescovo Arêas Rifan e di alcuni dei suoi sacerdoti a riti celebrati con la nuova messa a importanti eventi di istituzioni come il Rinnovamento carismatico cattolico. Questo mostra la sua unione con la Chiesa. Una volta monsignor Arêas Rifan partecipò ad un evento di Canção Nova, associato e diffusore del Rinnovamento carismatico cattolico, in cui era presente anche Dilma Rousseff, al momento in campagna elettorale per la presidenza. La curia dell'amministrazione fu quindi costretta a pubblicare una nota nella quale si spiegava che la presenza di monsignor Arêas Rifan non significava l'approvazione delle idee della Rousseff.
Il cambiamento della posizione dottrinale dell'unione sacerdotale è stato interpretato dai critici come probabile requisito della Santa Sede per la regolarizzazione canonica. D'altra parte la sua nuova posizione ha causato problemi con alcuni dei suoi fedeli legati alla posizione precedente e una parte di loro ha chiesto l'assistenza dal clero della Fraternità sacerdotale San Pio X, che ha fondato il priorato di San Sebastiano in quella zona. Inoltre, dopo la sua regolarizzazione canonica, almeno due sacerdoti dell'amministrazione, hanno chiesto il trasferimento alla Fraternità sacerdotale San Pio X.
Lo storico Rodrigo Coppe Caldeira dice che sotto Rifan l'amministrazione apostolica si è allontanata dallo «scisma» di Castro Mayer e Lefebvre.

## Stemma

Stemma dell'amministrazione apostolica.

Descrizione: Il campo dello scudo ecclesiastico è di colore blu, con una croce oro, che indossa una classica stola bianca con tre croci in oro. Gli elementi esterni dello stemma sono la mitra, il pastorale e la croce processionale.
Spiegazione: Lo stemma dell'amministrazione ha aspetti dell'araldica ecclesiastica che riflettono la devozione dei suoi sacerdoti alla Madonna e a San Giovanni Maria Vianney. Il campo dello scudo ecclesiastico è di colore blu, associato alla Madonna, a significare che l'amministrazione apostolica le è stata consacrata. La croce che porta la stola è un elemento in riferimento a San Giovanni Maria Vianney, che è considerato dalla Chiesa cattolica il patrono dei sacerdoti, forse alludendo a una frase che il santo avrebbe detto alla fine della vita: "Come è bello morire quando si è vissuti sotto la croce!". San Giovanni Maria Vianney non aveva qualità intellettuali o amministrative. Questo allude forse al fatto che i sacerdoti dell'amministrazione, simboleggiati dalla stola, un paramento che simboleggia la dignità sacerdotale, devono depositare la loro fiducia e la condotta della pastorale e dell'apostolato nell'amministrazione prima in Cristo e nella sua grazia che nelle loro stesse capacità umane, e che quindi i sacerdoti dovrebbero essere docili alla volontà di Dio, essere i loro strumenti efficaci. Gli ornamenti esterni dello stemma esprimono il potere della giurisdizione e dell'ordinario dell'amministratore apostolico che è anche vescovo, essendo gli stessi delle diocesi, ovvero mitra e pastorale, simboli del potere della giurisdizione episcopale, e la croce processionale, simbolo del potere episcopale dell'ordine.

## Cronotassi dei vescovi
Si omettono i periodi di sede vacante non superiori ai 2 anni o non storicamente accertati.
- Licínio Rangel † (18 gennaio 2002 - 16 dicembre 2002 deceduto)
- Fernando Arêas Rifan, succeduto il 16 dicembre 2002

## Statistiche
L'amministrazione apostolica personale nel 2022 contava 29.957 battezzati.
| anno | popolazione | popolazione | popolazione | presbiteri | presbiteri | presbiteri | presbiteri                | diaconi | religiosi | religiosi | parrocchie |
| anno | battezzati  | totale      | %           | numero     | secolari   | regolari   | battezzati per presbitero | diaconi | uomini    | donne     | parrocchie |
| ---- | ----------- | ----------- | ----------- | ---------- | ---------- | ---------- | ------------------------- | ------- | --------- | --------- | ---------- |
| 2002 | 27.730      | ?           | ?           | 26         |            | 26         | 1.066                     |         |           |           | 19         |
| 2003 | 27.500      | ?           | ?           | 26         |            | 26         | 1.057                     |         |           |           | 17         |
| 2004 | 28.325      | ?           | ?           | 28         |            | 28         | 1.011                     |         |           |           | 6          |
| 2006 | 33.000      | ?           | ?           | 25         |            | 25         | 1.320                     |         |           |           | 149        |
| 2007 | 31.000      | ?           | ?           | 30         |            | 30         | 1.033                     |         |           |           | 149        |
| 2009 | 29.247      | ?           | ?           | 31         |            | 31         | 943                       |         |           |           | 152        |
| 2010 | 29.512      | ?           | ?           | 33         |            | 33         | 894                       |         |           |           | 142        |
| 2014 | 32.813      | ?           | ?           | 34         |            | 34         | 965                       |         |           | 33        | 140        |
| 2015 | 33.973      | ?           | ?           | 35         |            | 35         | 970                       |         |           | 34        | 126        |
| 2016 | 31.127      | ?           | ?           | 37         |            | 37         | 841                       |         |           | 33        | 122        |
| 2017 | 31.128      | ?           | ?           | 38         |            | 38         | 819                       |         |           | 33        | 122        |
| 2020 | 29.250      | ?           | ?           | 38         |            | 38         | 769                       |         |           | 37        | 124        |
| 2022 | 29.957      | ?           | ?           | 32         |            | 32         | 936                       |         |           | 33        | 154        |